# Grigorievca, Căușeni
Grigorievca este un sat din raionul Căușeni, Republica Moldova.

## Demografie

### Structura etnică
Structura etnică a localității conform recensământului populației din 2004:
| Grup etnic                                               | Populație | % Procentaj  |
| -------------------------------------------------------- | --------- | ------------ |
| Ucraineni                                                | 599       | 47,77%       |
| Băștinași declarați Moldoveni Băștinași declarați Români | 549 1     | 43,78% 0,08% |
| Ruși                                                     | 79        | 6,30%        |
| Găgăuzi                                                  | 10        | 0,80%        |
| Bulgari                                                  | 7         | 0,56%        |
| Țigani                                                   | 1         | 0,08%        |
| Alții                                                    | 8         | 0,64%        |
| Total                                                    | 1254      |              |

## Administrație și politică
Componența Consiliului local Grigorievca (9 consilieri), ales la 5 noiembrie 2023, este următoarea:
|  | Partid                                       | Consilieri | Componență | Componență | Componență | Componență | Componență |
|  | -------------------------------------------- | ---------- | ---------- | ---------- | ---------- | ---------- | ---------- |
|  | Partidul Comuniștilor din Republica Moldova  | 5          |            |            |            |            |            |
|  | Platforma Demnitate și Adevăr                | 2          |            |            |            |            |            |
|  | Partidul Socialiștilor din Republica Moldova | 2          |            |            |            |            |            |